# Odznaka "Za Zasługi we Współzawodnictwie Przeciwpożarowym"
Odznaka "Za Zasługi we Współzawodnictwie Przeciwpożarowym – odznaka nadawana przez Zarząd Wojewódzki Związku Ochotniczych Straży Pożarnych Rzeczypospolitej Polskiej za współzawodnictwo, udział w akcjach ratowniczo-gaśniczych, ćwiczeniach, zawodach pożarniczych, prowadzenie kroniki lub orkiestry.
Odznaka jest jednostopniowa. Posiada baretkę.

## Zasady nadawania
Odznaka "Za Zasługi we Współzawodnictwie Przeciwpożarowym" nadawana była członkom Ochotniczych Straży Pożarnych lub Ochotniczym Strażom Pożarnym przez Zarząd Wojewódzki ZOSP RP na wniosek Komisji współzawodnictwa na terenie danej gminy.

## Zasady noszenia odznaki
Odznakę nosi się prawej piersi, 4,5cm nad prawą górną kieszenią munduru.